# Helmut Yström
Helmut Yström (* 9. März 1881 in Güstrow; † 11. Juni 1963 in Köln) war ein deutscher Lehrer, Polizeioffizier,  Politiker (CDU) und Senator der Freien Hansestadt Bremen.

## Biografie

### Ausbildung und Beruf
Yström wurde nach dem Besuch der Volksschule und eines Lehrerseminars Volksschullehrer. Nach seiner Militärzeit im Ersten Weltkrieg war er von 1919 bis zu seiner Pensionierung im Jahr 1937 Polizeioffizier in Bremen. Er stieg in der Hierarchie der Polizei auf in den höheren Dienst. Er war dann im Bereich der Industrie tätig. 
Nach dem Zweiten Weltkrieg wurde er von den Besatzungsbehörden als Polizeipräsident von Wesermünde (heute Bremerhaven) und im Herbst 1945 in Bremen eingesetzt. 1947 wurde er in den Wartestand und 1948 in den Ruhestand versetzt. Sein Nachfolger als Chef der Bremer Polizei wurde Franz Noch (SPD).

### Politik
Er trat der CDU bei. Vom Februar bis April 1952 und dann wieder von 1955 bis 1963 war er Mitglied der Bremer Bürgerschaft. Als Nachfolger von Martin-Heinrich Wilkens (CDU) wurde er von 1952 bis 1955 bremischer Senator für Ernährung und Landwirtschaft im SPD/CDU Senat unter Führung von Wilhelm Kaisen. Dieses Ressort wurde 1955 nicht wieder besetzt und Teil des Wirtschaftssenats. Yström war in dieser Zeit auch als Nachfolger von Johannes Degener (CDU) Senator für das Wohnungswesen. Auch dieses Ressort wurde nach 1955 nicht mehr besetzt und Teil des Bauressorts von Senator Alfred Balcke (SPD).